# 金基在
金基在（：／ Kim Gi-jae，1957年5月29日—），是大韓民國政治人物，第40任釜山廣域市影島區區廳長。

## 選舉
在2022年第8次全國地方同步選舉中，以國民力量提名參選影島區區廳長，擊敗了謀求連任的共同民主黨的金哲薰，成功當選。